# Chutes de la Lofoï
Chutes de la Lofoï eller chutes Kaloba är ett vattenfall i Kongo-Kinshasa längs floden Lofoï, ett biflöde till Lufira. Det ligger i Kundelungu nationalpark i provinsen Haut-Katanga, i den sydöstra delen av landet, 1 500 km öster om huvudstaden Kinshasa. Den totala fallhöjden är 364 m, varav 347 m sammanhängande. Fallet ligger 1 323 meter över havet.